# Petrustitan
Petrustitan (il cui nome significa "gigante di pietra") è un genere estinto di dinosauro sauropode titanosauro vissuto nel Cretaceo superiore, circa 71–66 milioni di anni fa (Maastrichtiano), in quella che oggi è la Romania. Il genere contiene una singola specie, la specie tipo P. hungaricus, il cui olotipo era originariamente riferito a Magyarosaurus.

## Scoperta e denominazione

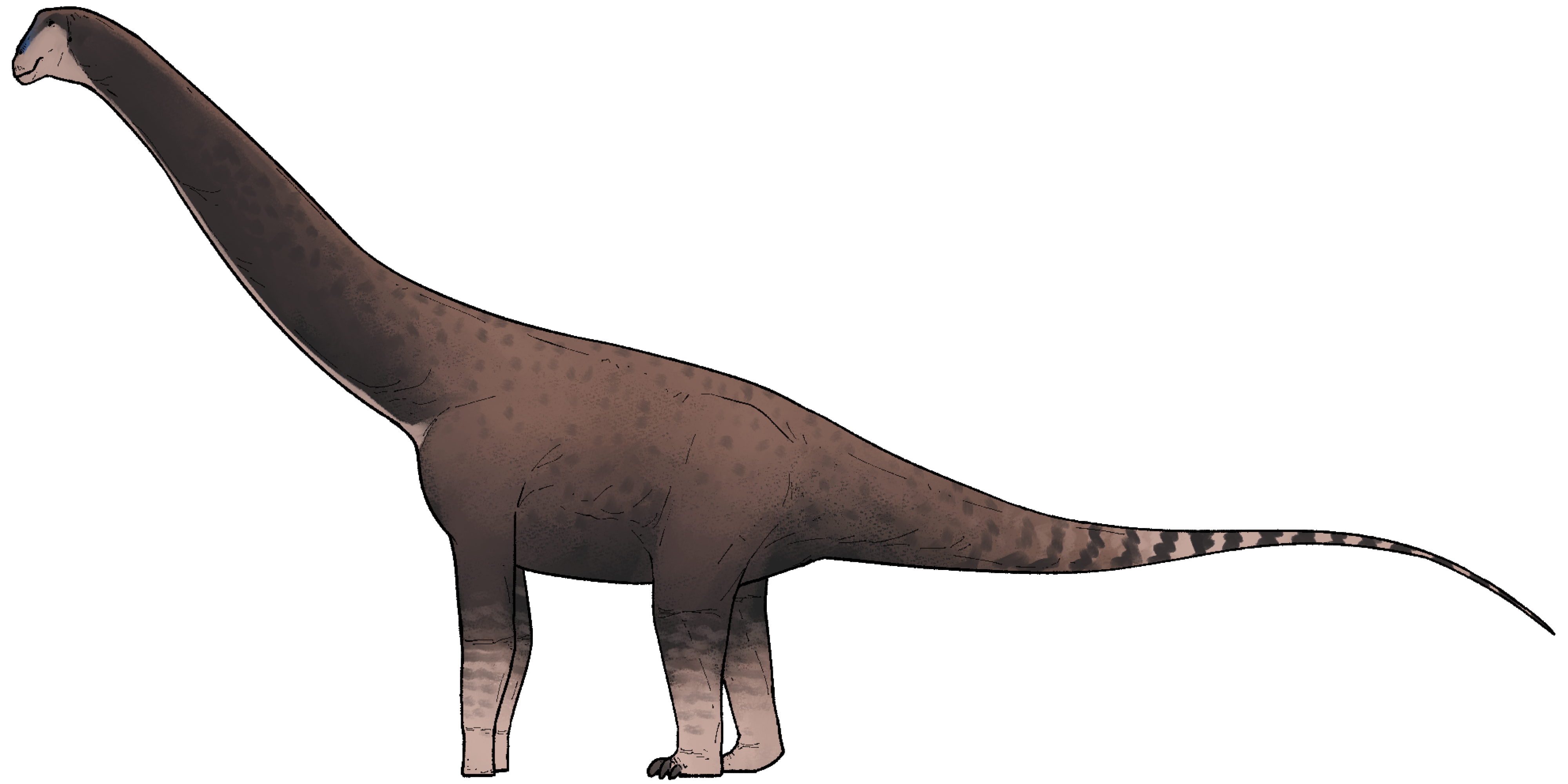
Ricostruzione artistica di P. hungaricus

Nel 1932, Friedrich von Huene eresse il genere Magyarosaurus a cui assegnò tre specie sulla base di esemplari di sauropodi recuperati dalla Formazione Sânpetru: M. dacus (la specie tipo), M. hungaricus e M. transsylvanicus. Tuttavia, analisi successive considerarono solo M. dacus come una specie valida di Magyarosaurus, con "M." transsylvanicus che rappresenta una chimera e parzialmente un sinonimo junior di M. dacus, e con "M." hungaricus che rappresenta un genere distinto.
Nel 2025, Díez Díaz e colleghi hanno riassegnato "M." hungaricus a un nuovo genere Petrustitan. Il nome del genere deriva dalle parole greche antiche πέτρα/pétra ossia "pietra, roccia", che si riferiscono all'origine dell'olotipo (affioramenti rocciosi della località tipo, Sânpetru), e τιτάν/tītā́n ossia "gigante", che è spesso usato nella nomenclatura dei sauropodi titanosauri. Sia il paralectotipo (tibia sinistra) che il lectotipo (perone sinistra) di P. hungaricus sono catalogati sotto lo stesso numero di esemplare, NHMUK R.3853. Ad alcuni materiali originariamente riferiti a questo taxon è stato dato un nome di genere e specie a se stante, Uriash kadici.